# تخزين ملحق بشبكة

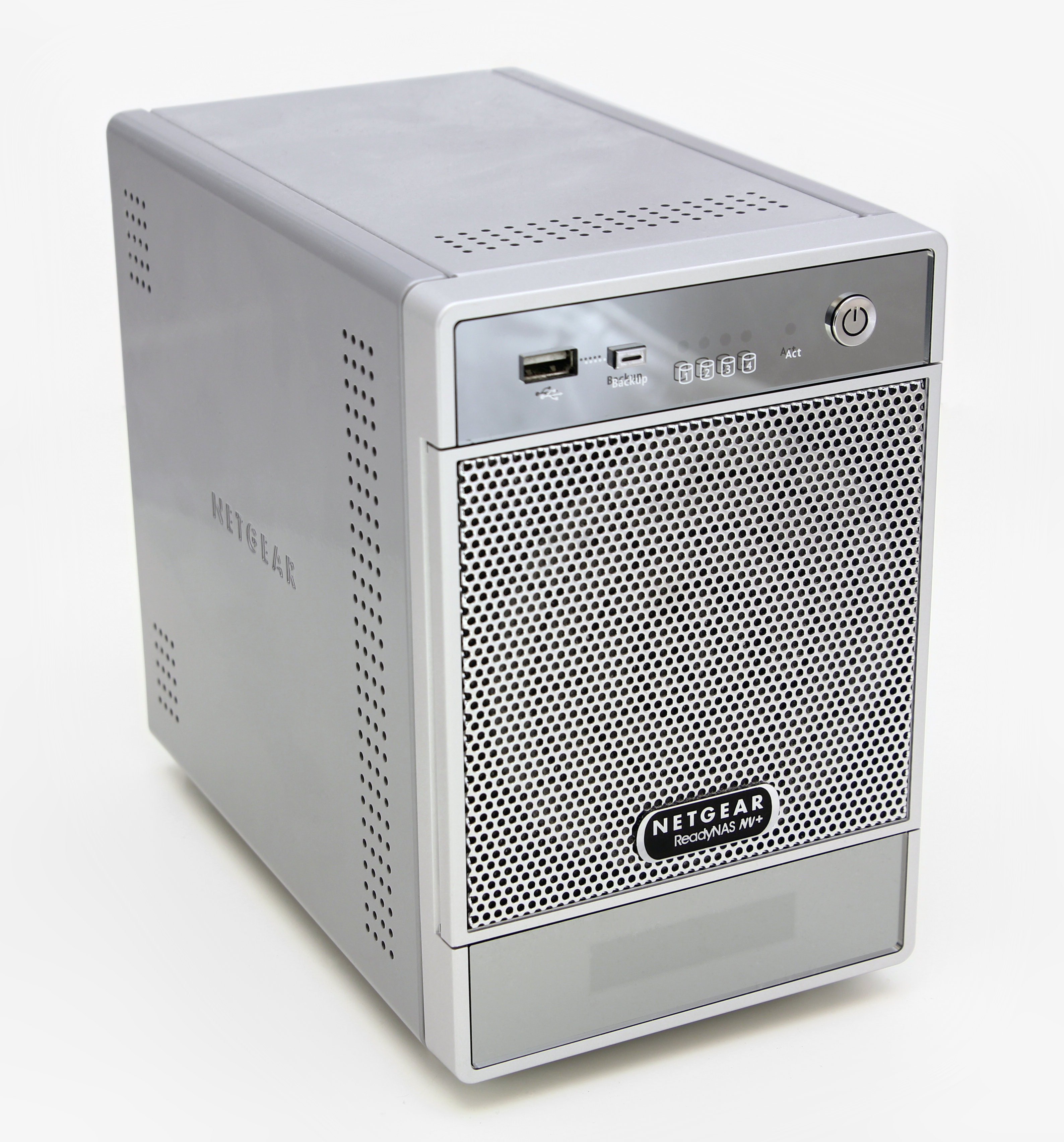
A Netgear NAS

تخزين ملحق بشبكة (بالإنجليزية: Network-attached storage)‏ يختصر إلى NAS أو  التخزين الشبكي  هو تخزين بيانات الكمبيوتر على الشبكة لتوفير الوصول إليها لاكبر عدد ممكن من المستخدمين أو العملاء. ويعمل التخزين المرتبط بالشبكة بشكل متخصص في تخزين البيانات الإلكترونية على وحدات التخزين الشبكية المجهزة. واعتباراً من عام 2010 اكتسبت أجهزة التخزين الشبكي NAS شعبية كبيرة؛ باعتبارها من أهم وسائل تبادل الملفات بين أجهزة الكمبيوتر المتعددة. وتشتمل على مميزات أكبر من وسائل التخزين العادية كسهولة الاستخدام وسرعة النقل وبساطة التكوين.
أنظمة التخزين الشبكي تحتوي على محرك أقراص صلبة واحد فأكثر مرتبة ترتيباً منطقياً،

## شرح
وحدة التخزين المرتبط بالشبكة NAS هو جهاز كمبيوتر متصل بشبكة تقوم بتوفير خدمات تخزين البيانات لتصل إليها أجهزة المستخدمين الأخرى المتصلة بنفس الشبكة.